# La Vainilla, Guerrero
La Vainilla är en ort i Mexiko.   Den ligger i kommunen Atoyac de Álvarez och delstaten Guerrero, i den södra delen av landet, 280 km sydväst om huvudstaden Mexico City. La Vainilla ligger 79 meter över havet och antalet invånare är 273.
Terrängen runt La Vainilla är varierad. Runt La Vainilla är det ganska glesbefolkat, med 50 invånare per kvadratkilometer. Närmaste större samhälle är Atoyac de Álvarez, 7,4 km nordväst om La Vainilla. Omgivningarna runt La Vainilla är en mosaik av jordbruksmark och naturlig växtlighet.